# شیرگواز
شیرگُواز، روستایی در دهستان باهوکلات بخش باهوکلات شهرستان دشتیاری در استان سیستان و بلوچستان ایران است.

## جغرافیا
شیرگواز دارای آب و هوای گرم و خشک می‌باشد. در این منطقه گرگ و کفتار و تمساح (گاندو) و کل بز و سنجاب بلوچی (سنجاب راه‌راه)، طاووس و کبک و قرقاول وجود دارد. مردم این منطقه علاقه زیادی به نگهداری حیوانات مختلف و همچنین حیوانات وحشی در خانه‌هایشان دارند. عبور رود شیرگواز از منطقه و استفاده درست مردم از آب رود باعث رونق کشاورزی و باغداری و دامداری در منطقه شده‌است. در این منطقه میوه‌هایی کشت می‌شود که مختص به آب و هوای استوایی است مانند موز و انبه و پاپایا و … در زمستان هم هندوانه کشت می‌شود. در بعضی از باغ‌های شیرگواز قهوه نیز کشت می‌شود. در این منطقه انواع صیفی‌جات و میوه‌های استوایی کشت می‌شود.
از این روستا کانال آبی به درازای ۲۰ کیلومتر می‌گذرد. خانه‌سازی دولت جمهوری اسلامی برای کپرنشینان روستا به خاطر کیفیت نامناسب این خانه‌ها و اشتباهات زیرساختی به شکلی متروکه‌ای سیمانی برجا مانده‌است.

## شغل مردم
در جنوب غرب آن روستای جوئیگ و در شمال غرب کیکسوچ شغل مردم این روستا کشاورزی و دامداری هست اکثر شغل جوان ها میروند شهرستان کار میکند.

## جمعیت
بر پایه سرشماری عمومی نفوس و مسکن در سال ۱۳۹۵، جمعیت این روستا برابر با ۷۱۱ نفر (۱۴۹ خانوار) بوده‌است.